# Giải vô địch bóng đá thế giới 2014 (Bảng D)
Bảng D của Giải bóng đá vô địch thế giới 2014 gồm có Uruguay, Costa Rica, Anh, và Ý. Đây là bảng duy nhất có tới 3 đội bóng từng vô địch World Cup. Các trận đấu của bảng bắt đầu vào ngày 14 tháng 6 và kết thúc vào ngày 24 tháng 6 năm 2014.

## Các đội bảng D
| Vị trí         | Đội        | Tư cách                       | Ngày vượt qua        | Số lần dự | Lần dự gần nhất | Thành tích tốt nhất              | Xếp hạng FIFA |
| -------------- | ---------- | ----------------------------- | -------------------- | --------- | --------------- | -------------------------------- | ------------- |
| D1 (hạt giống) | Uruguay    | Thắng AFC v CONMEBOL play-off | 20 tháng 11 năm 2013 | 12        | 2010            | Vô địch (1930, 1950)             | 6             |
| D2             | Costa Rica | Nhì CONCACAF Vòng 4           | 10 tháng 9 năm 2013  | 4         | 2006            | Vòng 1/8 (1990)                  | 31            |
| D3             | Anh        | Thắng UEFA Bảng H             | 15 tháng 10 năm 2013 | 14        | 2010            | Vô địch (1966)                   | 10            |
| D4             | Ý          | Thắng UEFA Bảng B             | 10 tháng 9 năm 2013  | 18        | 2010            | Vô địch (1934, 1938, 1982, 2006) | 9             |

### Những lần chạm trán trước đây giữa các đội trong các mùa World Cup
- Uruguay v Costa Rica: chưa[1]
- Anh v Ý:[2]
  - 1990, tranh giải ba: Anh 1–2 Ý
- Uruguay v Anh:[3]
  - 1954, tứ kết: Uruguay 4–2 Anh
  - 1966, vòng đấu bảng: Uruguay 0–0 England
- Ý v Costa Rica: chưa[4]
- Ý v Uruguay:[5]
  - 1970, vòng đấu bảng: Ý 0–0 Uruguay
  - 1990, vòng 1/8: Ý 2–0 Uruguay
- Costa Rica v Anh: chưa[6]

## Thứ hạng
| Chú thích                                                |
| -------------------------------------------------------- |
| Đội đứng nhất và nhì bảng sẽ vào vòng đấu loại trực tiếp |

| Đội        | Tr | T | H | B | BT | BB | HS | Đ |
| ---------- | -- | - | - | - | -- | -- | -- | - |
| Costa Rica | 3  | 2 | 1 | 0 | 4  | 1  | +3 | 7 |
| Uruguay    | 3  | 2 | 0 | 1 | 4  | 4  | 0  | 6 |
| Ý          | 3  | 1 | 0 | 2 | 2  | 3  | −1 | 3 |
| Anh        | 3  | 0 | 1 | 2 | 2  | 4  | −2 | 1 |

## Các trận đấu bảng D

### Uruguay v Costa Rica
| Uruguay            | 1–3      | Costa Rica                            |
| ------------------ | -------- | ------------------------------------- |
| Cavani 24' (ph.đ.) | Chi tiết | Campbell 54' · Duarte 57' · Ureña 84' |

| Uruguay | Costa Rica |

| GK                      | 1  | Fernando Muslera   |       |     |
| RB                      | 16 | Maxi Pereira       | 90+4' |     |
| CB                      | 2  | Diego Lugano (c)   | 50'   |     |
| CB                      | 3  | Diego Godín        |       |     |
| LB                      | 22 | Martín Cáceres     | 81'   |     |
| RM                      | 11 | Christian Stuani   |       |     |
| CM                      | 17 | Egidio Arévalo     |       |     |
| CM                      | 5  | Walter Gargano     | 56'   | 60' |
| LM                      | 7  | Cristian Rodríguez |       | 76' |
| CF                      | 10 | Diego Forlán       |       | 60' |
| CF                      | 21 | Edinson Cavani     |       |     |
| Vào thay người:         |    |                    |       |     |
| MF                      | 14 | Nicolás Lodeiro    |       | 60' |
| MF                      | 20 | Álvaro González    |       | 60' |
| FW                      | 8  | Abel Hernández     |       | 76' |
| Huấn luyện viên trưởng: |    |                    |       |     |
| Óscar Tabárez           |    |                    |       |     |

| GK                      | 1  | Keylor Navas       |  |     |
| CB                      | 6  | Óscar Duarte       |  |     |
| CB                      | 3  | Giancarlo González |  |     |
| CB                      | 4  | Michael Umaña      |  |     |
| RWB                     | 16 | Cristian Gamboa    |  |     |
| LWB                     | 15 | Júnior Díaz        |  |     |
| CM                      | 5  | Celso Borges       |  |     |
| CM                      | 17 | Yeltsin Tejeda     |  | 75' |
| AM                      | 10 | Bryan Ruiz (c)     |  | 83' |
| AM                      | 7  | Christian Bolaños  |  | 89' |
| CF                      | 9  | Joel Campbell      |  |     |
| Vào thay người:         |    |                    |  |     |
| MF                      | 22 | José Miguel Cubero |  | 75' |
| FW                      | 21 | Marco Ureña        |  | 83' |
| MF                      | 11 | Michael Barrantes  |  | 89' |
| Huấn luyện viên trưởng: |    |                    |  |     |
| Jorge Luis Pinto        |    |                    |  |     |

| Cầu thủ xuất sắc nhất trận: Joel Campbell (Costa Rica) Trợ lý trọng tài: Mark Borsch (Đức) Stefan Lupp (Đức) Trọng tài bàn: Víctor Hugo Carrillo (Peru) Trọng tài dự bị: Rodney Aquino (Paraguay) |

### Anh v Ý
| Anh           | 1–2      | Ý                             |
| ------------- | -------- | ----------------------------- |
| Sturridge 37' | Chi tiết | Marchisio 35' · Balotelli 50' |

| Anh | Ý |

| GK                      | 1  | Joe Hart           |       |     |
| RB                      | 2  | Glen Johnson       |       |     |
| CB                      | 5  | Gary Cahill        |       |     |
| CB                      | 6  | Phil Jagielka      |       |     |
| LB                      | 3  | Leighton Baines    |       |     |
| CM                      | 4  | Steven Gerrard (c) |       |     |
| CM                      | 14 | Jordan Henderson   |       | 73' |
| RW                      | 11 | Danny Welbeck      |       | 61' |
| AM                      | 19 | Raheem Sterling    | 90+2' |     |
| LW                      | 10 | Wayne Rooney       |       |     |
| CF                      | 9  | Daniel Sturridge   |       | 80' |
| Vào thay người:         |    |                    |       |     |
| MF                      | 21 | Ross Barkley       |       | 61' |
| MF                      | 7  | Jack Wilshere      |       | 73' |
| MF                      | 20 | Adam Lallana       |       | 80' |
| Huấn luyện viên trưởng: |    |                    |       |     |
| Roy Hodgson             |    |                    |       |     |

| GK                      | 12 | Salvatore Sirigu  |  |     |
| RB                      | 4  | Matteo Darmian    |  |     |
| CB                      | 15 | Andrea Barzagli   |  |     |
| CB                      | 20 | Gabriel Paletta   |  |     |
| LB                      | 3  | Giorgio Chiellini |  |     |
| RM                      | 8  | Claudio Marchisio |  |     |
| CM                      | 16 | Daniele De Rossi  |  |     |
| LM                      | 23 | Marco Verratti    |  | 57' |
| AM                      | 21 | Andrea Pirlo (c)  |  |     |
| SS                      | 6  | Antonio Candreva  |  | 79' |
| CF                      | 9  | Mario Balotelli   |  | 73' |
| Vào thay người:         |    |                   |  |     |
| MF                      | 5  | Thiago Motta      |  | 57' |
| FW                      | 17 | Ciro Immobile     |  | 73' |
| MF                      | 18 | Marco Parolo      |  | 79' |
| Huấn luyện viên trưởng: |    |                   |  |     |
| Cesare Prandelli        |    |                   |  |     |

| Cầu thủ xuất sắc nhất trận: Mario Balotelli (Ý) Trợ lý trọng tài: Sander van Roekel (Hà Lan) Erwin Zeinstra (Hà Lan) Trọng tài bàn: Walter López (Guatemala) Trọng tài dự bị: Leonel Leal (Costa Rica) |

### Uruguay v Anh
| Uruguay         | 2–1      | Anh        |
| --------------- | -------- | ---------- |
| Suárez 39', 85' | Chi tiết | Rooney 75' |

| Uruguay | Anh |

| GK                      | 1  | Fernando Muslera   |    |     |
| RB                      | 22 | Martín Cáceres     |    |     |
| CB                      | 13 | José María Giménez |    |     |
| CB                      | 3  | Diego Godín (c)    | 9' |     |
| LB                      | 6  | Álvaro Pereira     |    |     |
| CM                      | 20 | Álvaro González    |    | 79' |
| CM                      | 17 | Egidio Arévalo     |    |     |
| CM                      | 7  | Cristian Rodríguez |    |     |
| AM                      | 14 | Nicolás Lodeiro    |    | 67' |
| CF                      | 9  | Luis Suárez        |    | 88' |
| CF                      | 21 | Edinson Cavani     |    |     |
| Vào thay người:         |    |                    |    |     |
| FW                      | 11 | Christian Stuani   |    | 67' |
| DF                      | 4  | Jorge Fucile       |    | 79' |
| DF                      | 19 | Sebastián Coates   |    | 88' |
| Huấn luyện viên trưởng: |    |                    |    |     |
| Óscar Tabárez           |    |                    |    |     |

| GK                      | 1  | Joe Hart           |     |     |
| RB                      | 2  | Glen Johnson       |     |     |
| CB                      | 5  | Gary Cahill        |     |     |
| CB                      | 6  | Phil Jagielka      |     |     |
| LB                      | 3  | Leighton Baines    |     |     |
| CM                      | 4  | Steven Gerrard (c) | 68' |     |
| CM                      | 14 | Jordan Henderson   |     | 87' |
| RW                      | 19 | Raheem Sterling    |     | 64' |
| AM                      | 10 | Wayne Rooney       |     |     |
| LW                      | 11 | Danny Welbeck      |     | 71' |
| CF                      | 9  | Daniel Sturridge   |     |     |
| Vào thay người:         |    |                    |     |     |
| MF                      | 21 | Ross Barkley       |     | 64' |
| MF                      | 20 | Adam Lallana       |     | 71' |
| FW                      | 18 | Rickie Lambert     |     | 87' |
| Huấn luyện viên trưởng: |    |                    |     |     |
| Roy Hodgson             |    |                    |     |     |

| Cầu thủ xuất sắc nhất trận: Luis Suárez (Uruguay) Trợ lý trọng tài: Roberto Alonso (Tây Ban Nha) Juan Carlos Yuste (Tây Ban Nha) Trọng tài bàn: Alireza Faghani (Iran) Trọng tài dự bị: Hassan Kamranifar (Iran) |

### Ý v Costa Rica
| Ý | 0–1      | Costa Rica |
| - | -------- | ---------- |
|   | Chi tiết | Ruiz 44'   |

| Ý | Costa Rica |

| GK                      | 1  | Gianluigi Buffon (c) |     |     |
| RB                      | 4  | Matteo Darmian       |     |     |
| CB                      | 15 | Andrea Barzagli      |     |     |
| CB                      | 3  | Giorgio Chiellini    |     |     |
| LB                      | 7  | Ignazio Abate        |     |     |
| DM                      | 16 | Daniele De Rossi     |     |     |
| CM                      | 21 | Andrea Pirlo         |     |     |
| CM                      | 5  | Thiago Motta         |     | 46' |
| RW                      | 6  | Antonio Candreva     |     | 57' |
| LW                      | 8  | Claudio Marchisio    |     | 69' |
| CF                      | 9  | Mario Balotelli      | 69' |     |
| Vào thay người:         |    |                      |     |     |
| FW                      | 10 | Antonio Cassano      |     | 46' |
| FW                      | 22 | Lorenzo Insigne      |     | 57' |
| FW                      | 11 | Alessio Cerci        |     | 69' |
| Huấn luyện viên trưởng: |    |                      |     |     |
| Cesare Prandelli        |    |                      |     |     |

| GK                      | 1  | Keylor Navas       |     |     |
| SW                      | 3  | Giancarlo González |     |     |
| RB                      | 16 | Cristian Gamboa    |     |     |
| CB                      | 6  | Óscar Duarte       |     |     |
| CB                      | 4  | Michael Umaña      |     |     |
| LB                      | 15 | Júnior Díaz        |     |     |
| CM                      | 5  | Celso Borges       |     |     |
| CM                      | 17 | Yeltsin Tejeda     |     | 68' |
| RW                      | 10 | Bryan Ruiz (c)     |     | 81' |
| LW                      | 7  | Christian Bolaños  |     |     |
| CF                      | 9  | Joel Campbell      |     | 74' |
| Vào thay người:         |    |                    |     |     |
| MF                      | 22 | José Miguel Cubero | 71' | 68' |
| FW                      | 21 | Marco Ureña        |     | 74' |
| FW                      | 14 | Randall Brenes     |     | 81' |
| Huấn luyện viên trưởng: |    |                    |     |     |
| Jorge Luis Pinto        |    |                    |     |     |

| Cầu thủ xuất sắc nhất trận: Bryan Ruiz (Costa Rica) Trợ lý trọng tài: Carlos Astroza (Chile) Sergio Román (Chile) Trọng tài bàn: Néant Alioum (Cameroon) Trọng tài dự bị: Djibril Camara (Sénégal) |

### Ý v Uruguay
| Ý | 0–1      | Uruguay   |
| - | -------- | --------- |
|   | Chi tiết | Godín 81' |

| Ý | Uruguay |

| GK                      | 1  | Gianluigi Buffon (c) |     |     |
| CB                      | 15 | Andrea Barzagli      |     |     |
| CB                      | 19 | Leonardo Bonucci     |     |     |
| CB                      | 3  | Giorgio Chiellini    |     |     |
| RM                      | 4  | Matteo Darmian       |     |     |
| CM                      | 23 | Marco Verratti       |     | 75' |
| CM                      | 8  | Claudio Marchisio    | 59' |     |
| LM                      | 2  | Mattia De Sciglio    | 77' |     |
| AM                      | 21 | Andrea Pirlo         |     |     |
| SS                      | 17 | Ciro Immobile        |     | 71' |
| CF                      | 9  | Mario Balotelli      | 22' | 46' |
| Vào thay người:         |    |                      |     |     |
| MF                      | 18 | Marco Parolo         |     | 46' |
| FW                      | 10 | Antonio Cassano      |     | 71' |
| MF                      | 5  | Thiago Motta         |     | 75' |
| Huấn luyện viên trưởng: |    |                      |     |     |
| Cesare Prandelli        |    |                      |     |     |

| GK                      | 1  | Fernando Muslera   | 90+1' |     |
| RB                      | 22 | Martín Cáceres     |       |     |
| CB                      | 13 | José María Giménez |       |     |
| CB                      | 3  | Diego Godín (c)    |       |     |
| LB                      | 6  | Álvaro Pereira     |       | 63' |
| RM                      | 20 | Álvaro González    |       |     |
| CM                      | 17 | Egidio Arévalo     | 46'   |     |
| LM                      | 7  | Cristian Rodríguez |       | 78' |
| AM                      | 14 | Nicolás Lodeiro    |       | 46' |
| CF                      | 9  | Luis Suárez        |       |     |
| CF                      | 21 | Edinson Cavani     |       |     |
| Vào thay người:         |    |                    |       |     |
| DF                      | 16 | Maxi Pereira       |       | 46' |
| FW                      | 11 | Christian Stuani   |       | 63' |
| MF                      | 18 | Gastón Ramírez     |       | 78' |
| Huấn luyện viên trưởng: |    |                    |       |     |
| Óscar Tabárez           |    |                    |       |     |

| Cầu thủ xuất sắc nhất trận: Gianluigi Buffon (Ý) Trợ lý trọng tài: Marvin Torrentera (México) Marcos Quintero (México) Trọng tài bàn: Mark Geiger (Hoa Kỳ) Trọng tài dự bị: Mark Hurd (Hoa Kỳ) |

### Costa Rica v Anh
| Costa Rica | 0–0      | Anh |
| ---------- | -------- | --- |
|            | Chi tiết |     |

| Costa Rica | Anh |

| GK                      | 1  | Keylor Navas       |     |     |
| SW                      | 3  | Giancarlo González | 60' |     |
| CB                      | 6  | Óscar Duarte       |     |     |
| CB                      | 19 | Roy Miller         |     |     |
| RWB                     | 16 | Cristian Gamboa    |     |     |
| LWB                     | 15 | Júnior Díaz        |     |     |
| DM                      | 5  | Celso Borges       |     | 78' |
| CM                      | 10 | Bryan Ruiz (c)     |     |     |
| CM                      | 17 | Yeltsin Tejeda     |     |     |
| SS                      | 14 | Randall Brenes     |     | 59' |
| CF                      | 9  | Joel Campbell      |     | 65' |
| Vào thay người:         |    |                    |     |     |
| MF                      | 7  | Christian Bolaños  |     | 59' |
| FW                      | 21 | Marco Ureña        |     | 65' |
| MF                      | 11 | Michael Barrantes  |     | 78' |
| Huấn luyện viên trưởng: |    |                    |     |     |
| Jorge Luis Pinto        |    |                    |     |     |

| GK                      | 13 | Ben Foster        |     |     |
| RB                      | 16 | Phil Jones        |     |     |
| CB                      | 5  | Gary Cahill       |     |     |
| CB                      | 12 | Chris Smalling    |     |     |
| LB                      | 23 | Luke Shaw         |     |     |
| CM                      | 8  | Frank Lampard (c) |     |     |
| CM                      | 7  | Jack Wilshere     |     | 73' |
| RW                      | 17 | James Milner      |     | 76' |
| AM                      | 21 | Ross Barkley      | 53' |     |
| LW                      | 20 | Adam Lallana      | 57' | 62' |
| CF                      | 9  | Daniel Sturridge  |     |     |
| Vào thay người:         |    |                   |     |     |
| MF                      | 19 | Raheem Sterling   |     | 62' |
| MF                      | 4  | Steven Gerrard    |     | 73' |
| FW                      | 10 | Wayne Rooney      |     | 76' |
| Huấn luyện viên trưởng: |    |                   |     |     |
| Roy Hodgson             |    |                   |     |     |

| Cầu thủ xuất sắc nhất trận: Keylor Navas (Costa Rica) Trợ lý trọng tài: Rédouane Achik (Maroc) Abdelhak Etchiali (Algérie) Trọng tài bàn: Alireza Faghani (Iran) Trọng tài dự bị: Hassan Kamranifar (Iran) |